# Càmera web

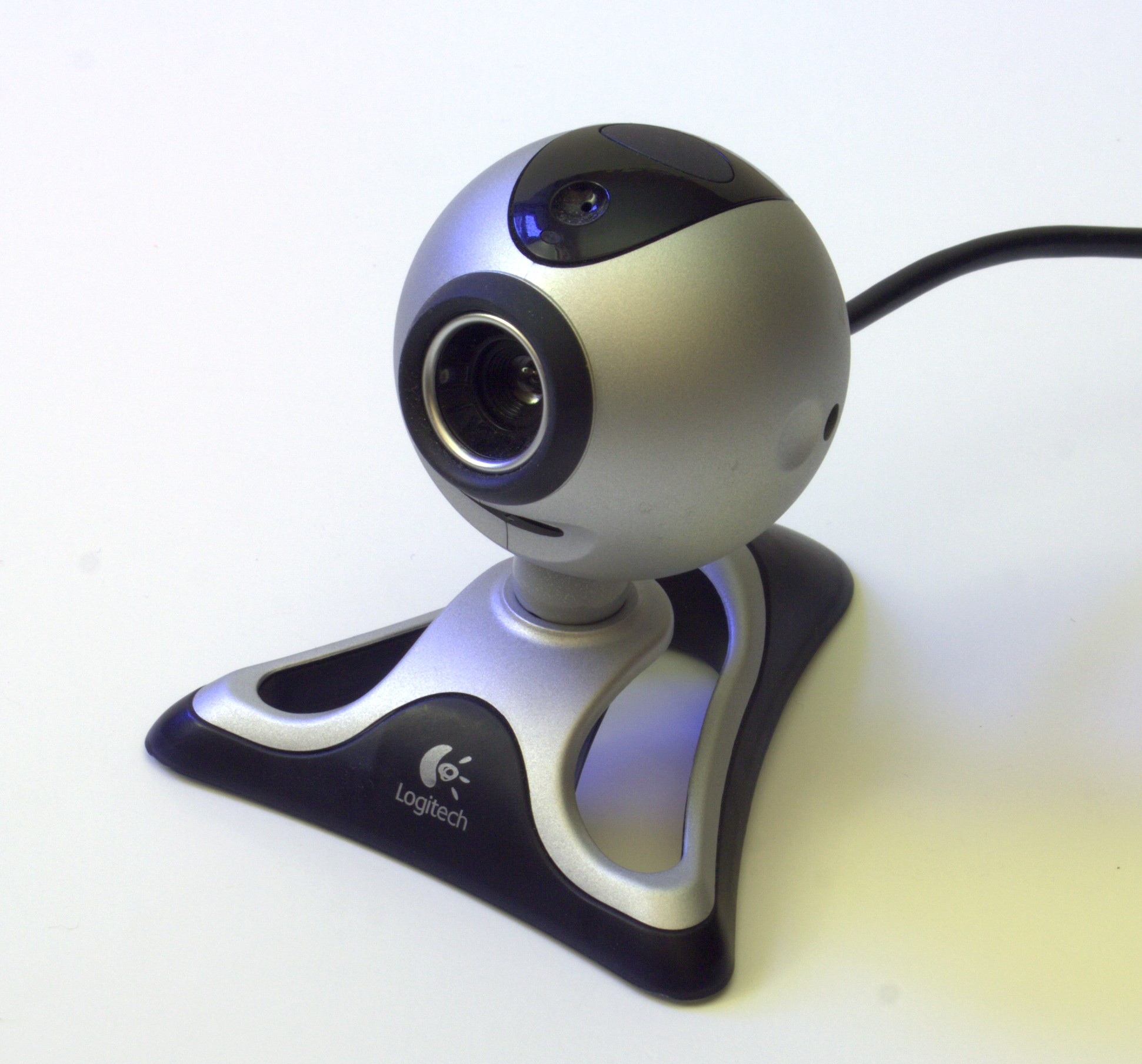
Una webcam típica

Una webcam o càmera pel web, és una càmera de vídeo, que està preparada perquè el que està gravant pugui ser transmès fent servir la Web.
Bàsicament la diferència entre una webcam i un dispositiu comú de fotografia digital o vídeo digital, és que són dispositius econòmics, molt més pensats de cara a una bona velocitat de transferència (tant per l'ordinador com per a la web) que a aconseguir una gran qualitat d'imatge.
En general els usos que es fan d'aquestes càmeres són:
- Principalment, i quan es pot disposar d'una línia de banda ampla, per poder realitzar videoconferència, ja sigui amb programes especialitzats o amb programes de missatgeria instantània.
- Es fan servir també en tasques de seguretat i circuits de vigilància, per controlar un determinat espai des de qualsevol punt, per exemple les oficines de la companyia de seguretat.
- Actualment hi ha moltes llistes de webcams al voltant del món, per exemple en ciutats, en estacions de tren o en estacions meteorològiques.

## Història
Al Departament d'Informàtica de la Universitat de Cambridge, la cafetera estava situada en un soterrani. Si algú volia un cafè, havia de baixar des del seu despatx i, si n'hi havia, servir-se'n una tassa. Si no n'hi havia, ho havia de fer a mà. Les normes deien que, aquell que veiés que no quedava cafè a la cafetera, havia d'omplir-la, però sempre hi havia gent que s'escaquejava i no complia les normes.
L'any 1991, en Quentin Stafford-Fraser i en Paul Jardetzky, que compartien despatx, farts de baixar tres plantes i trobar-se amb la cafetera buida, van decidir actuar. Així, van dissenyar un protocol client-servidor que, connectant-lo a una càmera, transmetia una imatge de la cafetera a una resolució de 128x128 píxels.
D'aquesta manera, a través de la pantalla de l'ordinador sabien quin era el moment més idoni per baixar a buscar un cafè i, de pas, sabien qui eren aquells que, quan veien que la cafetera estava buida, no la reeomplien. Aquest protocol es va anomenar XCoffee i, al cap d'uns mesos de depuració, van decidir comercialitzar-lo. L'any 1994 va sortir a la venda la primera càmera web anomenada XCam.

## Software
La instal·lació bàsica d'una càmera web consisteix en una càmera digital connectada a un ordinador, normalment a través d'una entrada d'USB. S'ha de tenir present, però, que aquesta càmera és com la resta de les càmeres digitals, i que el que la fa anomenar "càmera web" és el software que l'acompanya.
El software de la càmera web pren un fotograma de la càmera cada cert temps (pot tractar-se d'una imatge estàtica cada mig segon) i l'envia a un altre punt per tal que pugui ser visualitzada. Si el que es pretén és utilitzar aquestes imatges per a construir un vídeo de qualitat sense salts d'imatge, es necessitarà que la càmera web arribi a una taxa d'entre uns 15 a 30 fotogrames per segon.
En els vídeos destinats a ser publicats a Internet o a ser enviats a través de dispositius mòbils, és millor que les càmeres web tinguin una cadència de 14 fotogrames per segon. D'aquesta manera s'aconsegueix estalviar espai sense que la qualitat del fitxer es vegi modificada, tot i que és cert que en algunes ocasions es podrien apreciar lleugers salts en el moviment.
Si el que es vol és que aquestes imatges siguin accessibles a través d'Internet, el software s'encarregarà de transformar cada fotograma en una imatge en format JPG i enviar-lo a un servidor web utilitzant el protocol de transmissió de fitxers (FTP).

## Tecnologia
Les càmeres web acostumen a estar formades per una lent, un sensor d'imatge i un circuit necessari per a manejar-les.
Existeixen diversos tipus de lents, però les més comunes són les lents plàstiques. Els sensors d'imatge poden ser de CCD (de l'anglès, Charge Coupled Device) o de CMOS (de l'anglès, Complementary Metal Oxide Semiconductor). Aquest últim acostuma a trobar-se a les càmeres web de baix cost, tot i que això no significa que necessàriament que qualsevol càmera de CCD sigui millor que qualsevol de CMOS. Depenent de la resolució de les càmeres web, podem trobar-ne de diferents gammes (baixa, mitjana o alta). Els models de gamma baixa se situen al voltant dels 320x240 píxels. Les càmeres web per a usuaris mitjans acostumen a oferir una resolució VGA (640X480) amb una taxa d'uns 30 fotogrames per segon, tot i que actualment s'estan oferint resolucions mitjanes d'1 a 1,3 MP. Així mateix, avui dia, les càmeres web de gamma alta compten amb 3, 5, 8, 10 i fins a 15 megapíxels i són d'alta definició.
El circuit electrònic és l'encarregat de llegir la imatge del sensor i transmetre-la a l'ordinador. Algunes càmeres utilitzen un sensor CMOS integrat al circuit de silici per tal d'estalviar espai i costos. El mode en què funciona el sensor és l'equivalent al d'una càmera digital normal. També pot captar el so, tot i que amb una qualitat molt menor a la normal.

## Característiques
Les càmeres web són conegudes pel seu baix cost de fabricació i per la seva alta flexibilitat, fet que les converteix en la forma de vídeo-telefonia de menor cost. A mesura que les càmeres web han anat evolucionant simultàniament amb les tecnologies de visualització, les velocitats d'interfícies d'USB i les velocitats d'Internet de banda ampla, la resolució ha anat augmentant gradualment de 320x240 a 640x480, i algunes, fins i tot, avui dia ofereixen 1280x720 (també conegut com a 720p) o 1920x1080 (també conegut com 1080p) de resolució.
Tot i el baix cost d'aquests aparells, la resolució oferta a partir del 2019 és impressionant. Actualment, les de gamma baixa ofereixen resolucions de 720p, les de gamma mitjana ofereixen una resolució de 1080p i les de gamma alta ofereixen una resolució de 4k a 60 fps.
Malgrat tot, les càmeres web s'han convertit en una font de problemes de seguretat i privacitat, ja que el software espia pot activar algunes càmeres web integrades sense que l'afectat se n'adoni. Per tal d'abordar aquesta preocupació, moltes càmeres web incorporen una coberta de lent física.

## Problemes
Molta gent s'ha fet famosa per haver difós vídeos, amb o sense comicitat, o emissions permanents que han aconseguit moure grans quantitats eonòmiques en apel·lar al voyeurisme i a l'interès de les persones amb relació a la vida dels altres.
Una càmera web resulta un risc per a la seguretat, ja que qualsevol persona amb els coneixements suficients pot accedir a aquest dispositiu i gravar el que vegi; només s'ha de connectar quan ho necessiti.
També és un element present en molts casos d'assetjament de menors, els quals es veuen obligats a realitzar gravacions de tipus sexual sota l'amenaça dels pederastes de difondre imatges compromeses d'aquests menors, obtingudes prèviament mitjançant l'ús d'enganys.
Altres problemes derivats del seu ús tenen a veure amb la privacitat, que pot veure's compromesa si s'utilitza la càmera amb finalitats sexuals.
Tot i la mala qualitat d'imatge que habitualment presenten, en ocasions poden ser utilitzades com a càmera de vigilància.

## Efectes a la societat moderna
Les càmeres web permeten realitzar vídeotrucades i retransmissions per Internet a baix cost i en temps real, tant per a finalitats professionals com per a aficionats. S'utilitzen amb freqüència a les cites i als serveis que s'ofereixen en línia. Tot i això, la facilitat d'ús d'aquests dispositius a través d'Internet per a fer videoconferències també a causat problemes. Per exemple, el sistema de moderació de varis llocs web de vídeo xat com Omegle han estat criticats per ser ineficaços, i per contenir contingut sexual encara desenfrenat. Així, en un cas del maig del 2013, la transmissió de vídeos i fotos a través d'Omegle d'una adolescent despullada cap a un mestre d'escola, va resultar en un càrrec de pornografia infantil.
YouTube és un lloc web popular que recull molts vídeos creats amb càmera web. Els llocs web de notícies com la BBC també produeixen vídeos professionals de notícies en directe utilitzant càmeres web en comptes de càmeres tradicionals.
Les càmeres web també poden fomentar el teletreball, el qual permet que les persones treballin des de casa a través d'Internet, en lloc de fer-ho a l'oficina.
La popularitat de les càmeres web entre els adolescents amb accés a Internet ha suscitat una preocupació per l'ús d'aquests aparells amb la finalitat de realitzar ciberassetjament. Les gravacions de càmeres web d'adolescents, inclosos els adolescents menors d'edat, es publiquen amb freqüència a fòrums web i taulers d'imatges populars com 4chan.